# Joonas Henttala
Joonas Henttala, né le 17 septembre 1991 à Porvoo, est un coureur cycliste finlandais, professionnel de 2013 à 2023 au sein de l'équipe Novo Nordisk. Son frère Niklas est également coureur cycliste.

## Biographie
Joonas Henttala naît le 17 septembre 1991 à Porvoo en Finlande.
Il devient champion de Finlande sur route juniors en 2009 et termine deuxième du championnat de Finlande sur route espoirs en 2012. Il entre dans l'équipe Novo Nordisk en 2013, et termine deuxième du championnat de Finlande sur route en 2014.

## Vie privée
En octobre 2019, il se marie avec sa compatriote Lotta Lepistö également cycliste professionnelle. En juillet 2021, le couple annonce attendre son premier enfant, ce qui ne permet pas à Lotta de se rendre à Tokyo pour participer aux Jeux olympiques. Leur fils est né le 12 janvier 2022.

## Palmarès et classements mondiaux

### Palmarès sur route
- 2008
  - 2e du championnat de Finlande du contre-la-montre juniors
  - 2e du championnat de Finlande sur route juniors
- 2009
  -  Champion de Finlande sur route juniors
  - 3e du championnat de Finlande du contre-la-montre juniors
- 2010
  - Susikierros
  - 1re étape de Tulva Ajot
  - 3e de Tulva Ajot
- 2011
  - 3e du championnat de Finlande sur route espoirs
- 2012
  - 2e du championnat de Finlande sur route espoirs
- 2014
  - 2e du championnat de Finlande sur route
- 2019
  - Porvoon Ajot
  - 2e étape de Willimiesajot
- 2020
  - Kerkkoon Ajot
  - 3e du championnat de Finlande sur route
- 2021
  -  Champion de Finlande sur route

### Classements mondiaux
| Année                                 | 2011  | 2012 | 2013 | 2014 | 2015 | 2016  | 2017  | 2018  | 2019  | 2020  | 2021 |
| ------------------------------------- | ----- | ---- | ---- | ---- | ---- | ----- | ----- | ----- | ----- | ----- | ---- |
| Classement mondial                    |       |      |      |      |      | 2575e | 1939e | 1501e | 2392e | 1100e | 906e |
| UCI Europe Tour                       | 1159e | nc   | nc   | 409e | nc   | 1726e | 1306e | 956e  | 1527e | 850e  | 694e |
| UCI Asia Tour                         | nc    | nc   | nc   | nc   | nc   | nc    | 558e  | nc    |       |       |      |
|                                       |       |      |      |      |      |       |       |       |       |       |      |
| Légende : nc = non classéSource : UCI |       |      |      |      |      |       |       |       |       |       |      |